# Maria Hilfe der Christen (Kempten)

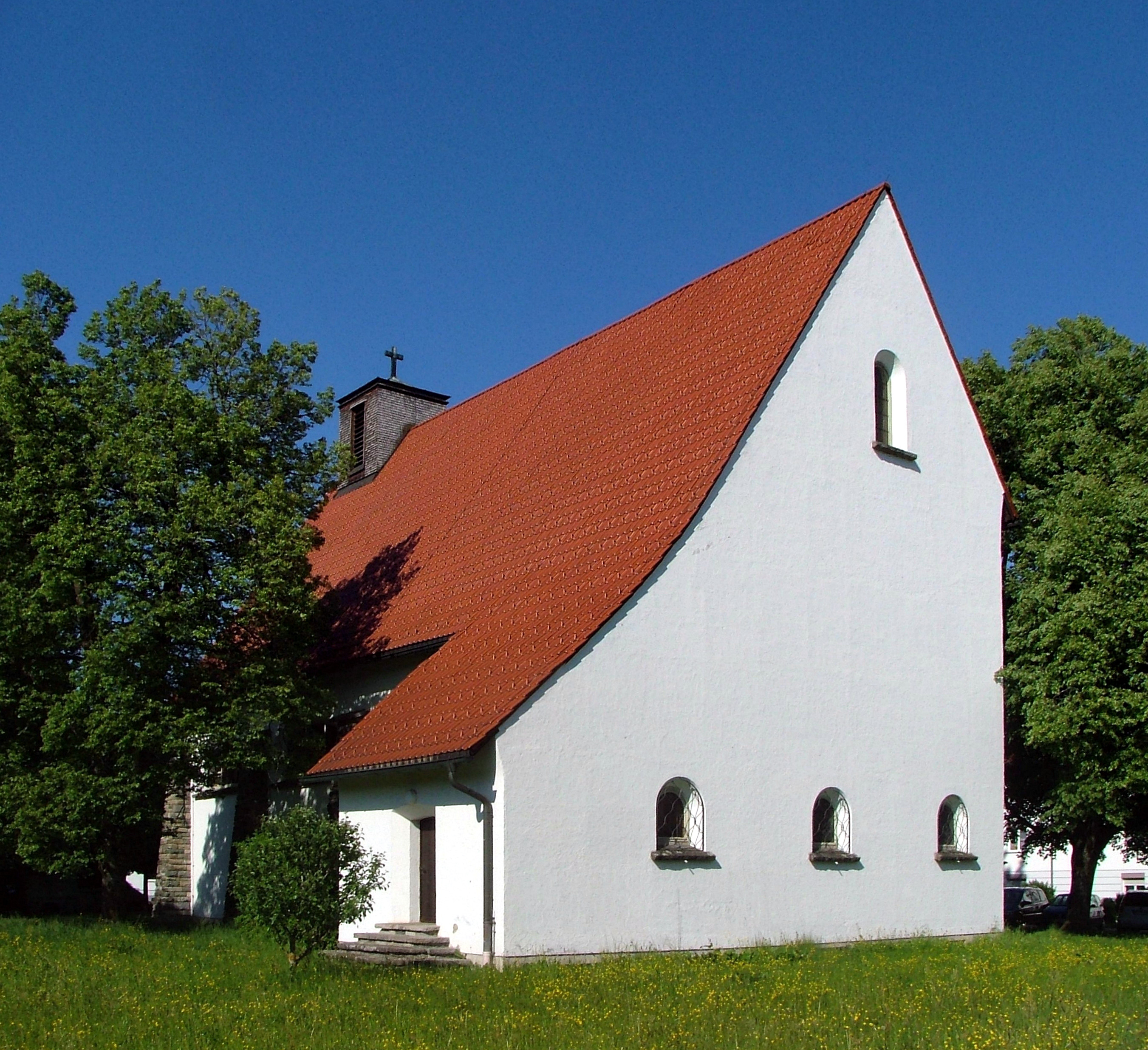
Maria Hilfe der Christen im Stadtteil Eich von Kempten

Die Kirche Maria Hilfe der Christen in der Eich, einem Stadtteil von Kempten (Allgäu), ist eine denkmalgeschützte Filialkirche der römisch-katholischen Pfarrei St. Anton.

## Geschichte
Die Kirche ersetzte eine abgebrochene Kapelle, die im Jahr 1836 erbaut und 1838 geweiht wurde. Die neue Kirche stammt aus dem Jahr 1939 nach Plänen des Architekten Andor Ákos. Bei einem Fliegerangriff auf Kempten am 19. Juli 1944 gingen in der Kirche fast alle Fenster zu Bruch.
Die seit 2015 bestehende rumänisch-orthodoxe Gemeinde von Kempten feierte ihre Gottesdienste zunächst in der katholischen Kirche St. Michael, jetzt  in Maria Hilfe der Christen.

## Beschreibung
An den Saalraum mit Holztonnenwölbung schließt sich der Altarraum mit geradem Chorschluss an. Licht strömt durch stichbogenbekrönte Fenster ein. Der Altarraum ist durch einen Chorbogen vom Langhaus abgetrennt. Eine Wandscheibe ragt bis zur Decke hinauf. Das Satteldach ist als baulicher Akzent asymmetrisch gestaltet. Auf dem Dach steht im Süden ein quadratischer Dachreiter mit Glocke.

## Ausstattung
Im Inneren der Ákos-Kirche befinden sich mehrere Gemälde; eines aus dem 17. Jahrhundert zeigt die Emmausjünger, das andere zeigt die Muttergottes und ist mit L. Caspar Weiss 1865 signiert. Die beiden barocken Holzfiguren stellen den heiligen Dominikus und die heilige Katharina von Siena dar.
Die von der rumänisch-orthodoxen Gemeinde in der Kirche aufgestellten Ikonen zeigen unter anderem die Heiligen Großmärtyrer Johannes den Neuen,  Großmärtyrer Mina,  den Ersten Märtyrer und Archidiakon Stephanus sowie Maria als Gottesmutter Prodromița.